# Fautsbach (Murr)
Der Fautsbach ist ein zweieinhalb Kilometer langer Bach des Murrhardter Waldes im Rems-Murr-Kreis in Baden-Württemberg längstenteils in der Gemeindegemarkung von Althütte, der nach etwa ostnordöstlichen Lauf an der Westermurrer Mühle der Kleinstadt Murrhardt von rechts in die oberste Murr mündet.

## Geographie

### Verlauf
Der Fautsbach entsteht auf etwa 543 m ü. NHN am Nordosthang des Hohensteins, des mit 572,7 m ü. NHN höchsten Berges im Murrhardter Wald. Dort liegt im Wald die oberste Quelle nahe einem Waldparkplatz
und etwas über einem Forstweg, der die Hohensteinstraße des wenig entfernt im Nordwesten liegenden Althüttener Weilers Gallenhof fortsetzt. Der anfangs nur periodisch wasserführende Bach fließt beständig ostnordöstlich, unterquert den Waldweg, nimmt unbeständig Zufluss aus kurzen Seitenrinnen auf und tritt dann am Ende einer begleitenden Waldzunge in das Flurgewann Oberes Täle hinaus. Dort fließt ihm von Westen her ein kleiner, teils verdolter Seitenbach aus einer bei Gallenhof einsetzenden Klinge zu. Bald darauf tritt er in die Siedlungskontur des Althüttener Weilers Fautspach (!) ein, unterquert eine Siedlungsstraße und fließt am Rand des Siedlungskern des Weilers am linken Ufer gegenüber einer Wiese im Gewann Mittleres Täle vorbei, wonach er verdolt die Straße zu einem rechts des Baches stehenden landwirtschaftlichen Gebäude unterquert, nach der von rechts ein weiterer am Hohenstein entspringender Bach zufließt. Der Fautsbach lässt den Weiler bald danach am Zufluss eines Baches aus dem Taubenfeld im Nordwesten hinter sich.
Bald darauf mündet im nun Unteres Täle genannten Abschnitt seiner Talmulde, in der er links von der K 1802 begleitet wird, von rechts ein weiterer Zufluss aus dem Wald südlich von Fautspach. Fast einen halben Kilometer weiter mündet mit dem Gruppenbach der letzte und längste Zufluss, der im Wald weiter östlich des Hohensteins seinen Lauf beginnt, an der Einmündung der K 1802 in die K 1801 Vorderwestermuss–Hinterwestermurr. Dort tritt der Bach aufs Gebiet der Kleinstadt Murrhardt über und passiert in sich nun mehr und mehr eintiefender Talmulde die Westermurrer Sägmühle am linken Ufer, die nach dem Anwesen auch von Wald erfüllt ist. Einen weiteren halben Kilometer weiter mündet der Fautsbach auf etwa 430 m ü. NHN in den kleinen, von der Murr durchlaufenen Mühlteich der Westermurrer Mühle.
Der Fautsbach mündet nach einem 2,4 km langen Lauf mit mittleren Sohlgefälle von 47 ‰ rund 113 Höhenmeter unterhalb seines Ursprungs am Hohenstein.

### Einzugsgebiet
Der Fautsbach hat ein 2,6 km² großes Einzugsgebiet, das naturräumlich gesehen im Unterraum Murrhardter Wald der Schwäbisch-Fränkischen Waldberge liegt. Der höchste Punkt liegt auf dem Gipfel des 572,7 m ü. NHN erreichenden Hohensteins am südwestlichen Rand des Gebietes.
Reihum grenzt es an die Einzugsgebiete der folgenden Nachbargewässer:
- Auf der anderen Seite des Hohensteins entspringt der Glaitenbach, der rechte Oberlauf der Weißach, die viel weiter abwärts in die mittlere Murr mündet;
- im Westen grenzt das Einzugsgebiet des Hörschbachs an, der dieser noch am Oberlauf bei Murrhardt zufließt;
- im Norden liegt das oberste Teileinzugsgebiet der Murr vor dem Fautsbach-Zufluss;
- im Osten entwässert der Sitterichbach, der nach dem Fautsbach nächste rechte Zufluss von ihr, in die obere Murr;
- jenseits der südlichen Wasserscheide entstehen dessen Zufluss Steinbach und der Strümpfelbach selbst, ein Nebenfluss der Wieslauf, deren Abfluss sich über die Rems erst im Neckar mit dem der Murr vereint.

Am Südrand des Einzugsgebietes steht Wald, vereinzelt auch am Nordrand. In der offenen Flur dazwischen liegen etwas mehr Wiesen als Äcker, im Weichbild des am Mittellauf liegenden Weilers Fautspach der Gemeinde Althütte gibt es auch Obstwiesen. Dieser Weiler ist der größte Ort im Einzugsgebiet, daneben liegen darin nur ein gewässerferner Zwickel des Althüttener Weilers Gallenhof am Westrand sowie der Wohnplatz Westermurrer Sägmühle der Kleinstadt Murrhardt am Unterlauf.
Etwa drei Viertel des Gebietes liegen in der Gemeinde Althütte, das restliche Viertel im Osten gehört zu Murrhardt.

### Zuflüsse und Seen
Liste der Zuflüsse und  Seen von der Quelle zur Mündung. Gewässerlänge, Seefläche, Einzugsgebiet und Höhe nach den entsprechenden Layern auf der Onlinekarte der LUBW. Andere Quellen für die Angaben sind vermerkt.
Auswahl.
Ursprung des Fautsbachs auf etwa 543 m ü. NHN am Nordosthang des Hohensteins zwischen Althütte-Sechselberg im Westen und Althütte-Fautspach im Osten.
- (Bach aus Richtung Gallenhof), von links und Westen auf etwa 465 m ü. NHN am Ende des Oberen Täles kurz vor Fautspach, ca. 0,7 km[LUBW 7] und unter 0,2 km². Entsteht auf etwa 515 m ü. NHN in einem Wäldchen wenig östlich der Hohensteinstraße von Althütte-Gallenhof. Abschnittsweise bettlose feuchte Mulde.
- (Zufluss vom Hohenstein), von rechts und Südosten auf etwa 456 m ü. NHN am Südostrand von Althütte-Fautspach, 1,0 km und ca. 0,4 km². Entsteht auf etwa 442 m ü. NHN am Osthang des Hohensteins. Der offizielle Oberlauf ist bis zu dieser Zumündung ebenfalls 1,0 km lang, hat aber mit ca. 0,5 km² ein etwas größeres Teileinzugsgebiet angesammelt.
- (Zufluss aus dem Taubenfeld), von links und Nordwesten auf etwa 453 m ü. NHN am unteren Ortsende von Fautspach, 0,6 km und über 0,2 km². Entsteht auf etwa 483 m ü. NHN nordwestlich von Fautspach im Gewann Taubenfeld. Abschnittsweise bettlose feuchte Mulde.
  - (Zufluss aus dem Sumpf), von links und Norden auf etwa 457 m ü. NHN am Einfluss in den folgenden, über 0,3 km[LUBW 7] und unter 0,1 km². Entsteht auf etwa 485 m ü. NHN am Waldrand nördlich von Fautspach im Wiesengewann Sumpf.
  -  Durchfließt auf etwa 457 m ü. NHN einen Teich an der K 1802 am Ortsausgang von Fautspach, wenig über 0,1 ha.
- (Zufluss im Unteren Täle), von rechts und Südsüdwesten auf etwa 449 m ü. NHN nach Fautspach im Unteren Täle, 0,7 km und über 0,1 km². Entsteht auf etwa 500 m ü. NHN im Wald südlich von Fautspach.
- Gruppenbach, von rechts und Südwesten auf etwa 444 m ü. NHN an der Einmündung der K 1801 aus Fautspach in die K 1802 Vorderwestermurr–Hinterwestermurr kurz vor der Westermurrer Sägmühle von Murrhardt, 1,1 km und ca. 0,7 km². Entsteht auf etwa 483 m ü. NHN im Wald südsüdöstlich von Fautspach.

Mündung des Fautsbachs von rechts und Südwesten auf etwa 430 m ü. NHN im Mühlteich der Vorderwester Mühle von Murrhardt in die obere Murr. Der Fautsbach ist 2,4 km lang und hat ein 2,6 km² großes Einzugsgebiet. Der Fautspach übertrifft sowohl nach Länge als auch nach beigetragenem Teileinzugsgebiet und auch mit seiner Quellhöhe den Abschnitt der Murr oberhalb seiner Zumündung; abwärts seiner Zumündung setzt die Murr auch seine Talrichtung und nicht die der obersten Murr fort, er ist also nach jedem üblichen hydrologischen Kriterium der eigentliche Oberlauf der Murr.

## Geologie
Die in der Ablagerungsfolge höchste mesozoische Schicht auf der kleinen Kappe des Hohensteins gehört zum Unterjura, sie ist am Unterhang von einem Ring von Knollenmergel (Trossingen-Formation) umschlossen. Im übrigen Einzugsgebiet steht überall, wo er nicht in den Talmulden durch verschwemmtes Material überlagert ist, der Stubensandstein (Löwenstein-Formation), außer auf den letzten etwa zweihundert Metern des Fautspach-Tales, auf denen der Bach die Oberen Bunten Mergel (Mainhardt-Formation) durchteuft und dann im Kieselsandstein (Hassberge-Formation) mündet. Dort beginnt außerhalb eine in Richtung von Fautsbach- und folgendem oberen Murrtal laufende Störungslinie.

## Natur und Schutzgebiete
Der Oberlauf des Fautsbachs am Hohenstein und die Oberläufe im Wald am Südrand des Einzugsgebietes sind stark aufgefiedert. Im oberen Einzugsgebiet gibt es Feuchtgebiete. Unterhalb von Fautspach ist der Fautsbach halbmeter- bis meterbreit, in seiner halbmetertief eingeschnittenen Geländerinne steht der Bach etwa 0,3 m hoch. Dem Lauf folgt dort bis zum Waldeintritt am Unterlauf eine immer wieder unterbrochene Gehölzgalerie.
Einige größtenteils außerhalb liegende Wasserschutzgebiete erstrecken sich ins Einzugsgebiet herein, das in Gänze innerhalb des Naturparks Schwäbisch-Fränkischer Wald liegt und außerhalb der Ortsgrenzen von Fautspach auch zum Landschaftsschutzgebiet Murrhardter Wald gehört.

### LUBW
Amtliche Online-Gewässerkarte mit passendem Ausschnitt und den hier benutzten Layern: Lauf und Einzugsgebiet des Fautsbachs

Allgemeiner Einstieg ohne Voreinstellungen und Layer: Daten- und Kartendienst der Landesanstalt für Umwelt Baden-Württemberg (LUBW) (Hinweise)
1. 1 2 3  Höhe nach dem Höhenlinienbild auf dem Hintergrundlayer Topographische Karte.
2. 1 2 3  Länge nach dem Layer Gewässernetz (AWGN).
3. 1 2  Einzugsgebiet nach dem Layer Basiseinzugsgebiet (AWGN).
4. ↑  Höhe nach grauer Beschriftung auf dem Hintergrundlayer Topographische Karte.
5. ↑  Seefläche nach dem Layer Stehende Gewässer.
6. ↑  Einzugsgebiet abgemessen auf dem Hintergrundlayer Topographische Karte.
7. 1 2  Länge abgemessen auf dem Hintergrundlayer Topographische Karte.
8. ↑  Schutzgebiete nach den einschlägigen Layern, Natur teilweise nach dem Layer Biotop.

### Andere Belege
1. ↑  Hansjörg Dongus: Geographische Landesaufnahme: Die naturräumlichen Einheiten auf Blatt 171 Göppingen. Bundesanstalt für Landeskunde, Bad Godesberg 1961. → Online-Karte (PDF; 4,3 MB)
2. ↑  Geologie nach den Layern zu Geologische Karte 1:50.000 auf: Mapserver des Landesamtes für Geologie, Rohstoffe und Bergbau (LGRB) (Hinweise). Ein ähnliches Bild bietet die unter → Literatur aufgeführte geologische Karte.